# Heisterstock
Heisterstock ist ein Ortsteil von Nümbrecht im Oberbergischen Kreis im südlichen Nordrhein-Westfalen innerhalb des Regierungsbezirks Köln.

## Lage und Beschreibung
Der Ort liegt zwischen den Nümbrechter Ortsteilen Auf der Hardt im Norden und Winterborn im Süden. Der Ort liegt in Luftlinie rund 5,1 km nordöstlich vom Ortszentrum von Nümbrecht entfernt.

## Freizeit

### Radwege
Die Fahrradtour „Höhenroute“ durchquert Heisterstock:
Ausgangspunkt Nümbrecht
| Routen-Name | Wegzeichen | Fahrstrecke | Weglänge |
| Höhenroute  |            | Nümbrecht – Nippes – Geringhausen – Wirtenbach – Grötzenberg – Heisterstock – Elsenroth – Marienberghausen – Ölsbachtal – Nümbrecht | 28 km    |